# Polonia Jastrowie
Polonia Jastrowie – klub piłkarski, który w sezonie 2023/2024 występował w wielkopolskiej V lidze. Obecnie występuje w Klasie Okręgowej.
Klub został założony w 1958 roku. Przez trzy sezony występował w III lidze (grupa poznańska), obecnie II liga polska piłki nożnej. Najlepszą lokatą uzyskaną na tym poziomie rozgrywkowym było zajęcie 15. miejsca w 1995 roku.
29 czerwca 2013 po wygranych barażach zespół awansował do klasy okręgowej.
W sezonie 2022/2023 po wygraniu rozgrywek klasy okręgowej, grupy wielkopolskiej I zespół awansował do V ligi. Występował w nich jednak tylko jeden sezon, po którym spadł szczebel niżej.